# John Liston
John Liston (Londra, circa 1776 – Londra, 22 marzo 1846) è stato un attore teatrale inglese, uno dei principali attori comici inglesi nei primi decenni dell'Ottocento.

## Biografia

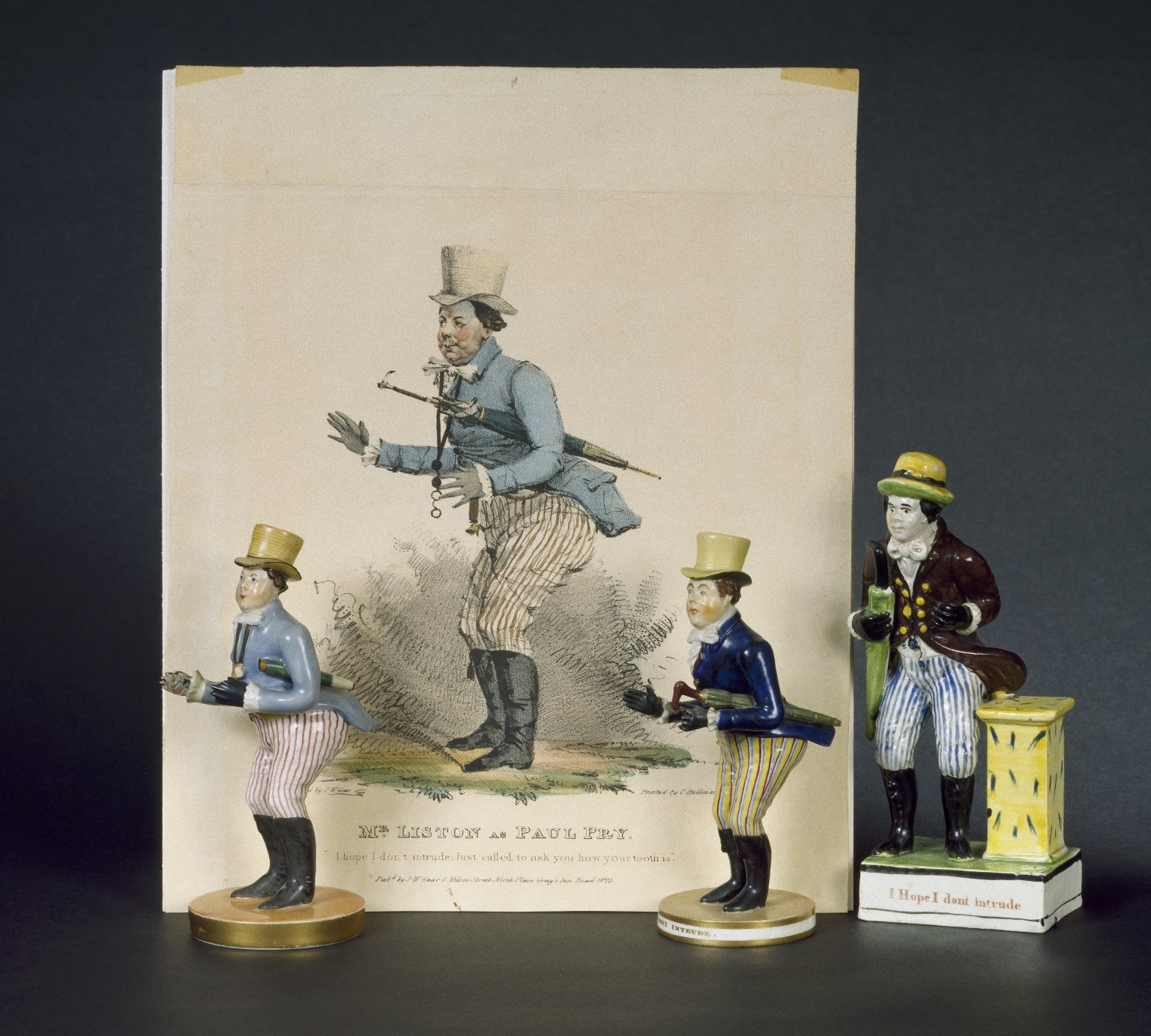
Liston nel ruolo di Paul Pry, 1825

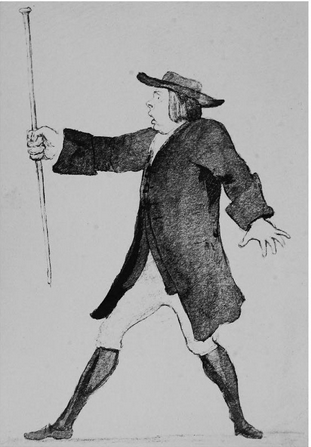
Liston nel ruolo di Dominie Sampson, 1818

John Liston nacque a Londra nel 1776 e studiò alla Soho School, dopo di che lavorò come maestro di scuola alla Library School in Castle Street.
Debuttò come attore al Theatre Royal il 15 agosto 1799, nel ruolo di Rawbold in The Iron Chest di George Colman il Giovane, a cui seguirono esperienze come filodrammatico.
Intorno al 1801 Liston si unì alla compagnia dell'attore Stephen Kemble, nella quale rimase fino al 1805, diventando noto grazie alle interpretazioni, in commedie minori, in ruoli di anziani o giovani campagnoli ingenui, tra le quali la parte di Diggory in Ella si umilia per vincere di Richard Brinsley Sheridan.
Il 10 giugno 1805 Liston fece il suo debutto come attore comico al Theatre Royal, nel ruolo di Sheepface in The Village Lawyer di William Macready il Vecchio. Fu poi ingaggiato al Covent Garden, teatro in cui recitò fino al 1822 e dove debuttò nel ruolo di Jacob Gawkey in The Chapter of Accidents di Sophia Lee. Tuttavia, fu solo durante le stagioni estive all'Haymarket che la sua fama di grande attore comico si consolidò, in particolare grazie alle sue apparizioni, insieme al collega Charles Mathews, in diverse opere di Theodore Edward Hook, come Catch him who Can (1806), The Fortress (1807), Music Mad (1807) e Killing No Murder (1809).
Le caratterizzazioni preferite da Liston erano il tipico personaggio di provincia presuntuoso e artefatto, solitamente completato da numeri di danza comica, oppure l'originale personaggio del cockney pieno di sé, o ancora Paul Pry, personaggio ficcanaso e maldicente nell'omonima rappresentazione di John Poole, oltre che numerosi personaggi comici shakespeariani, tra i quali Ophelia in Hamlet Travestie di John Poole; inoltre fu il primo Figaro di lingua inglese nella versione di Henry Bishop di The Marriage of Figaro e interpretò molti adattamenti dei romanzi di Walter Scott.
Nel marzo del 1807, sposò Sarah Tyrer, un'attrice comica, dalla quale ebbe un figlio, John Terry, e una figlia, Emma.
Il 10 giugno 1837 si esibì per l'ultima volta a un evento di beneficenza al Lyceum Theatre, per poi trasferirsi nella sua villa di campagna a Penn dove trascorse i suoi ultimi anni di vita, dove morì il 22 marzo 1846.
Le sue interpretazioni enfatizzavano le debolezze dell’uomo come l'avarizia, l'arroganza e la codardia, sottolineandole con una peculiare fisionomia umoristica del suo volto, come il naso sodo, le guance rosse e con le sue doti di improvvisazione.